# 李鎮區 (阿肯色州約翰遜縣)
李鎮區（英語：Lee Township）是位於美國阿肯色州約翰遜縣的一個行政鎮區。

## 地方資料
李鎮區的面積為30.92平方千米，當中陸地面積為30.81平方千米，而水域面積為0.11平方千米。根據2010年美國人口普查的數據，當地共有人口257人，而人口密度為每平方千米8.31人。